# Fédération française des véhicules d'époque
La Fédération française des véhicules d'époque (FFVE) est une association française reconnue d’utilité publique qui a pour but d’encourager, de coordonner et de développer en France la conservation, l’utilisation et la collection de tout véhicule ancien, quelle qu’en soit la nature.

## Histoire
En 1967, une fédération nationale est créée pour réunir les clubs d'automobiles anciennes et les musées. L'initiative provient de Bernard Lassée qui lança en 1966 une coordination européenne en créant la Fédération européenne de voitures anciennes (FEVA), qu’il préside. 
Elle prend le nom de Fédération française des Automobiles d’Époque (FFAE) et réunit alors huit clubs et dix musées d'automobiles. Cette structuration vise à répondre aux deux principales problématiques de l'époque, à savoir l'établissement d'un calendrier des différentes manifestations et le référencement des véhicules anciens sans papiers d'immatriculation. 
En 1987, la Fédération change de nom et prend son nom actuel de Fédération Française des Véhicules d’Époque (FFVE) en élargissant la reconnaissance de véhicules anciens aux motocyclettes, camions et véhicules utilitaires, véhicules militaires et tracteurs agricoles. 
Pour être considérés comme véhicules anciens, ceux-ci doivent avoir au minimum 30 ans d’âge au 1er janvier de l’année en cours.

## Organisation
La FFVE dont le siège social est à Paris et le siège administratif à Boulogne, est une association régie par la loi du 1er juillet 1901.
Les administrateurs proviennent de six collèges, Clubs de Marques, Multimarques, Motocyclettes, Utilitaires-Militaires-Agricoles, Musées, et Professionnels des véhicules anciens. Ces derniers représentent 20 000 emplois et un secteur économique dont le chiffre d'affaires annuel est estimé à 4 milliards d’euros.
La FFVE fédère 1250 clubs, associations ou musées qui regroupent 230 000 collectionneurs et plus de 800 000 véhicules, 40 musées et 300 professionnels

### Missions et activités

Panneau « Ville d’Accueil des Véhicules d’Époque » de la FFVE, à l'entrée d'un village breton.

La FFVE a pour objet la préservation des véhicules anciens, pour le patrimoine culturel et industriel qu'ils représentent. Elle assure ainsi la promotion de ces véhicules, leur conservation, et la facilitation de leur restauration dans le respect de leur configuration d'origine.
La FFVE a par ailleurs la délégation du ministère des Transports pour la délivrance d’attestations de datation et de caractéristiques nécessaires à l'obtention des certificats d'immatriculation dits « de collection »,. 
Depuis 2001, la FFVE est reconnue par le ministère de la Culture dont elle est devenue l’un des principaux partenaires, en particulier à l’occasion des Journées européennes du patrimoine[réf. nécessaire].
Enfin, par décret du 9 février 2009, la FFVE a été reconnue d'utilité publique par le Conseil d'État.
On reconnait ainsi à l'organisation plusieurs objectifs principaux : 
- Fédérer les associations, clubs, musées et professionnels de l'automobile[10]
- Assurer un droit de circuler pour tous les véhicules anciens
- Identifier et répertorier les véhicules anciens
- Conseiller les collectionneurs dans les domaines réglementaires et administratifs
- Représenter les adhérents et leurs intérêts auprès des pouvoirs publics, tant à l’échelon national qu’à l’échelon international avec la Fédération internationale des véhicules anciens
- Établir des attestations pour l'obtention de certificats d'immatriculation avec la mention d'usage « véhicule de collection »[11]

### Présidents
- Jean-Louis Blanc, depuis 2019[12]
- Alain Guillaume (2016-2019)
- Valy Giron (2014-2016)
- Olivier Weil (2014)
- Claude Delagneau (1995-2014)
- Robert Panhard (1992-1995)
- André Laporte (1980-1992)
- René d’Hennezel (1978-1979)
- Guy Burnat (1974-1978 et 1979-1980)
- Jacques Rousseau (1970-1974)
- Henri Malartre (1967-1970)

## Résultats et aboutissements

### Pour les véhicules en carte grise de collection
La FFVE a participé à l'élaboration, en collaboration avec le Ministère des Transports, de la carte grise de collection (CGC), qui permet l’immatriculation de véhicules dépourvus de papiers ou ne pouvant répondre aux normes françaises actuelles dans le cas des véhicules importés, des kits-cars ou des répliques de plus de 30 ans. 
En 2009, le contrôle technique a été adapté sous l'impulsion de la FFVE pour les véhicules en CGC, au niveau des points de contrôle et de la périodicité, tous les 5 ans. La même année, la fin des limites géographiques de circulation pour les véhicules en CGC a été accordée.
La FFVE a également oeuvré à la possibilité de conserver les plaques d'immatriculations au Format français d’origine (notamment sur fond noir) pour les véhicules en carte grise de collections au nouveau format.

### Pour tous les véhicules
- La mise au point des additifs sans plomb à la suite de tests effectués à Montlhéry[16],[17].
- La survie des véhicules militaires
- Les droits de douane de 29,6 % à 5,5 % en 2014 pour l’importation des véhicules hors UE[18]

- La réglementation sur les manifestations en démonstration et régularité[19]